# Liste der Stolpersteine in Hamburg-Wilhelmsburg
Die Liste der Stolpersteine in Hamburg-Wilhelmsburg enthält alle Stolpersteine, die im Rahmen des gleichnamigen Kunst-Projekts von Gunter Demnig in Hamburg-Wilhelmsburg verlegt wurden. Mit ihnen soll Opfern des Nationalsozialismus gedacht werden, die in Hamburg-Wilhelmsburg lebten und wirkten.
Diese Seite ist Teil der Liste der Stolpersteine in Hamburg, da diese mit insgesamt 7139 (Stand: März 2025) Steinen zu groß würde und deshalb je Stadtteil, in dem Steine verlegt wurden, eine eigene Seite angelegt wurde.
| Adresse                 | Person(en)                     | Inschrift | Bilder                                 | Anmerkung |
| ----------------------- | ------------------------------ | --- | -------------------------------------- | --- |
| Ilenbrook 14 ·          | Bruno Schulz                   | Hier wohnte Bruno Schulz Jg. 1912 verhaftet 1939 KZ Fuhlsbüttel KZ Neuengamme ermordet 8.2.1943                                           | Stolperstein für Bruno Schulz          | Eintrag auf stolpersteine-hamburg.de |
| Industriestraße 160 ·   | Edith Eggers geb. Libis        | Hier wohnte Edith Eggers geb. Libis Jg. 1908 deportiert 1941 Minsk ???                                                                    | Stolperstein für Edith Eggers          | Eintrag auf stolpersteine-hamburg.de am Zugang zur Parkanlage am Ende der Karl-Kunert-Straße                                                        |
| Industriestraße 160 ·   | Frida Libis geb. Blumann       | Hier wohnte Frida Libis geb. Blumann Jg. 1878 deportiert 1941 Minsk ???                                                                   | Stolperstein für Frida Libis           | Eintrag auf stolpersteine-hamburg.de am Zugang zur Parkanlage am Ende der Karl-Kunert-Straße                                                        |
| Industriestraße 160 ·   | Siegmund Libis                 | Hier wohnte Siegmund Libis Jg. 1878 deportiert 1941 Minsk ???                                                                             | Stolperstein für Siegmund Libis        | Eintrag auf stolpersteine-hamburg.de am Zugang zur Parkanlage am Ende der Karl-Kunert-Straße                                                        |
| Kunertweg 5 ·           | Martin Furmanek                | Hier wohnte Martin Furmanek Jg. 1877 hingerichtet 6.3.1944 Zuchthaus Brandenburg                                                          | Stolperstein für Martin Furmanek       | Eintrag auf stolpersteine-hamburg.de |
| Mannesallee 20 ·        | Hermine Baron geb. Löw         | Hier wohnte Hermine Baron geb. Löw Jg. 1866 deportiert 1942 Theresienstadt ermordet 22.1.1943                                             | Stolperstein für Hermine Baron         | Eintrag auf stolpersteine-hamburg.de Ein weiterer Stolperstein befindet sich in der Rotenhäuser Straße.                                             |
| Mannesallee 20 ·        | Katharina Leipelt geb. Baron   | Hier wohnte Dr. Katharina Leipelt geb. Baron Jg. 1892 Weiße Rose ermordet am 9.12.1943 im KZ Fuhlsbüttel                                  | Stolperstein für Katharina Leipelt     | Eintrag auf stolpersteine-hamburg.de Weitere Stolpersteine befinden sich in der Rotenhäuser Straße und in Hamburg-Rönneburg.                        |
| Mannesallee 20 ·        | Hans Konrad Leipelt            | Hier wohnte Hans Konrad Leipelt Jg. 1921 Weiße Rose hingerichtet am 29.1.1945 in München-Stadelheim                                       | Stolperstein für Hans Konrad Leipelt   | Eintrag auf stolpersteine-hamburg.de Weitere Stolpersteine befinden sich in der Rotenhäuser Straße, in Hamburg-Rönneburg und in Hamburg-Rotherbaum. |
| Mannesallee 34 ·        | Israel Bartfeld                | Hier wohnte Israel Bartfeld Jg. 1870 1939 KZ Fuhlsbüttel deportiert 1941 Riga ???                                                         | Stolperstein für Israel Bartfeld       | Eintrag auf stolpersteine-hamburg.de |
| Mannesallee 34 ·        | Sara Bartfeld geb. Fleischmann | Hier wohnte Sara Bartfeld geb. Fleischmann Jg. 1902 deportiert 1941 Riga ???                                                              | Stolperstein für Sara Bartfeld         | Eintrag auf stolpersteine-hamburg.de |
| Otterhaken 5 ·          | Rudolf Mokry                   | Hier wohnte Rudolf Mokry Jg. 1905 im Widerstand verhaftet 1937 Zuchthaus Bremen-Oslebshausen 1941 Sachsenhausen erschossen 11.10.1944     | Stolperstein für Rudolf Mokry          | Eintrag auf stolpersteine-hamburg.de |
| Rotenhäuser Straße 67 · | Hermine Baron geb. Löw         | Hier wohnte Hermine Baron geb. Löw Jg. 1866 Flucht 1938 Tschechoslowakei 1942 Theresienstadt ermordet 22.1.1943                           | Stolperstein für Hermine Baron         | Eintrag auf stolpersteine-hamburg.de Ein weiterer Stolperstein befindet sich in der Mannesallee.                                                    |
| Rotenhäuser Straße 67 · | Hans Leipelt                   | Hier lernte Hans Leipelt Jg. 1921 im Widerstand Weiße Rose denunziert verhaftet Okt. 1943 Gefängnis München-Stadelheim ermordet 29.1.1945 | Stolperstein für Hans Leipelt          | Eintrag auf stolpersteine-hamburg.de Weitere Stolpersteine befinden sich in der Mannesallee, in Hamburg-Rönneburg und in Hamburg-Rotherbaum.        |
| Rotenhäuser Straße 67 · | Katharina Leipelt              | Hier wohnte Dr. Katharina Leipelt Jg. 1892 im Widerstand Weiße Rose verhaftet 7.12.1943 Gefängnis Fuhlsbüttel Flucht in den Tod 9.12.1943 | Stolperstein für Katharina Leipelt     | Eintrag auf stolpersteine-hamburg.de Weitere Stolpersteine befinden sich in der Mannesallee und in Hamburg-Rönneburg.                               |
| Rotenhäuser Straße 67 · | Maria Leipelt                  | Hier lernte Maria Leipelt Jg. 1925 im Widerstand Weiße Rose verhaftet 9.11.1943 Gefängnis Fuhlsbüttel 1945 Gefängnis Bayreuth befreit     | Stolperstein für Maria Leipelt         | Eintrag auf stolpersteine-hamburg.de |
| Veringstraße 47 ·       | Helene Guttmann geb. Goldberg  | Hier wohnte Helene Guttmann geb. Goldberg Jg. 1877 deportiert 1941 Minsk ???                                                              | Stolperstein für Helene Guttmann       | Eintrag auf stolpersteine-hamburg.de Ein weiterer Stolperstein befindet sich in Hamburg-Rotherbaum.                                                 |
| Veringstraße 47 ·       | Jacob Guttmann                 | Hier wohnte Jacob Guttmann Jg. 1877 deportiert 1941 Minsk ???                                                                             | Stolperstein für Jacob Guttmann        | Eintrag auf stolpersteine-hamburg.de Ein weiterer Stolperstein befindet sich in Hamburg-Rotherbaum.                                                 |
| Vogelhüttendeich 34 ·   | Fanny Borower geb. Schwarz     | Hier wohnte Fanny Borower geb. Schwarz Jg. 1876 deportiert 1941 Riga ???                                                                  | Stolperstein für Fanny Borower         | Eintrag auf stolpersteine-hamburg.de |
| Vogelhüttendeich 34 ·   | Wolf Borower                   | Hier wohnte Wolf Borower Jg. 1870 deportiert 1941 Riga ???                                                                                | Stolperstein für Wolf Borower          | Eintrag auf stolpersteine-hamburg.de |
| Vogelhüttendeich 40 ·   | Clara Cohn geb. Laser          | Hier wohnte Clara Cohn geb. Laser Jg. 1888 deportiert 1941 Minsk ???                                                                      | Stolperstein für Clara Cohn            | Eintrag auf stolpersteine-hamburg.de Ein weiterer Stolperstein befindet sich in Hamburg-Rotherbaum.                                                 |
| Vogelhüttendeich 40 ·   | Adolf Laser                    | Hier wohnte Adolf Laser Jg. 1918 1941 KZ Fuhlsbüttel deportiert 1941 Riga Bergen-Belsen ???                                               | Stolperstein für Adolf Laser           | Eintrag auf stolpersteine-hamburg.de |
| Vogelhüttendeich 40 ·   | Rudolph Michael Laser          | Hier wohnte Rudolph Michael Laser Jg. 1920 deportiert 1942 Auschwitz ???                                                                  | Stolperstein für Rudolph Michael Laser | Eintrag auf stolpersteine-hamburg.de |